# توميسلاف ميلينكوفيتش
توميسلاف ميلينكوفيتش مواليد 5 يونيو 1984 في كوبر، جمهورية يوغوسلافيا الاشتراكية الاتحادية، هو لاعب كرة يد كرواتي.

## الإنجازات
- الدوري الكرواتي لكرة اليد
  - الوصافة: 2009-10
- كأس كرواتيا لكرة اليد
  - الوصافة: 2002-03